# 31年政治テーゼ草案
31年政治テーゼ草案（31ねんせいじテーゼそうあん）は、コミンテルン極東局のゲオルギー・サファロフらによって作成された、日本共産党（当時のコミンテルン日本支部）の綱領的文書。この文書は、日本の｢当面する革命の性質は、ブルジョア民主主義的任務を広範囲で包容するプロレタリア革命でなければならぬ｣としていた。
「31年テーゼ草案」は、クートベ（東方勤労者共産大学）帰りの風間丈吉により持ち込まれた。日本共産党がプロレタリア革命を直接掲げたのは後にも先にもこの文書のみである。この文書は、プロレタリア革命を掲げる一方、「社会ファシズム論」により社会民主主義との闘争を強調し、天皇制や地主制度との闘争はそれほど強調されていなかった。
この文書は、作成者のサファロフが失脚したため廃棄されることになり、新たに32年テーゼが作られることとなった。また、日本では野呂栄太郎たちの主導する『日本資本主義発達史講座』により、この規定は日本の現実に合わないことが32年テーゼの発表に先立って研究されはじめていた。
現在の日本共産党は、この文書を、〈一時、党内に混乱をもたらしていた〉〈民主主義革命の方針を社会主義革命の方針に、戦略方針を転換せよという誤った指示がふくまれていました〉と規定している。なお、翻訳は青木文庫『コミンテルン　日本に関するテーゼ集』（ISBN 978-4-250-61016-5）にある。

## 注
1. ↑  『風雪のあゆみ (七)』 野坂参三 1989年9月 ISBN 978-4406017596
2. ↑  いずれも『日本共産党の八十年』（ISBN 4-530-04393-2）p44